# Ballonhelikopter
Ein Ballonhelikopter ist ein mit Druckluft angetriebener Spielzeug-Hubschrauber, der als Druckluftbehälter einen handelsüblichen Spielzeugluftballon verwendet. Ein solcher Ballonhelikopter besteht aus einem meist dreiflügeligen, aus Gewichtsgründen und zur Verhinderung von Verletzungen leichten Rotor, dessen Nabe auf der Unterseite eine geriffelte Tülle aufweist, auf die der Ballon aufgesteckt wird. Durch kleine Röhrchen strömt die Luft von der Propellermitte durch die Flügel zu den Flügelenden, wo sie durch Düsen entweicht. Durch den Rückstoß des ausströmenden Gases wird der Rotor hierbei – ebenso wie der an ihm hängende Ballon – in Rotation versetzt, wodurch die gesamte Anordnung einen Auftrieb erfährt.
Das Material solcher Helis besteht oft aus diversen Kunststoffen, je nach Anforderung jeweiliger Bauteile.
Ein Ballonhelikopter kann mit einem gefüllten Luftballon bis zu 20 Sekunden lang fliegen und eine Höhe von bis zu 12 Metern erreichen.